# Александровка (Калтасинский район)
Алекса́ндровка (баш. Александровка) — деревня в Калтасинском районе Республики Башкортостан Российской Федерации. Входит в состав Калтасинского сельсовета.

## География

### Географическое положение
Расстояние до:
- районного центра (Калтасы): 2 км,
- ближайшей ж/д станции (Янаул): 59 км.

## Население
| 2002 | 2009 | 2010 |
| ---- | ---- | ---- |
| 122  | ↗128 | ↘98  |

Национальный состав
Согласно переписи 2002 года, преобладающая национальность — русские (84 %).